# Дашор Думе
Дашор Думе (алб. Dashnor Dume; нар. 17 вересня 1963, Сталін, Албанія) — албанський футболіст та тренер, виступав на позиції півзахисника.

## Клубна кар'єра
Футбольну кар'єру розпочав 1982 року в команді рідного міста «Нафтерарі». У 1990 році перейшов до «Томорі» (саме в цих клубах провів більшу частину кар'єри). У 1993 році разом зі співвітчизником Аотіном Мусаті підсилив румкнський клуб «Оцелул».
У 1997 році підписав контракт з «Бюлісом» (Балш), де став основним гравцем команди «золотих часів» клубу. Допоміг команді з Балшу вперше в історії вийти до єврокубків, де албанці зустрілися зі словацькою «Сеницею», якій «Бюліс» поступився з загальним рахунком 1:5. Думе в обох поєдинків виводив партнерів по команді з капітанською пов'яхкою. У 2000 році повернувся в «Томорі», де наступного року завершив футбольну кар'єру.

## Кар'єра в збірній
У футболці національної збірної Албанії дебютував 30 березня 1991 року в програному (0:5) виїзному матчі кваліфікації чемпіонату Європи проти Франції. Загалом за національну команду зіграв 2 поєдинки.

## Кар'єра тренера
По завершенні кар'єри гравця розпочав тренерську діяльність. У 2008 році протягом одного матчу виконував обов'язки головного тренера клубу «Бюліс» (Балш). У сезоні 2012/13 років займав посаду технічного директора «Нафтерарі».

## Статистика виступів у збірній

### По роках
| національна збірна Албанії | національна збірна Албанії | національна збірна Албанії |
| Рік                        | Матчі                      | Голи                       |
| -------------------------- | -------------------------- | -------------------------- |
| 1991                       | 2                          | 0                          |
| Загалом                    | 2                          | 0                          |

### По матчах
| Дата      | Місто  | Господарі | Результат | Гості   | Турнір            | Голи | Примітки |
| --------- | ------ | --------- | --------- | ------- | ----------------- | ---- | -------- |
| 30-3-1991 | Париж  | Франція   | 5 – 0     | Албанія | Відбір до ЧЄ 1992 | -    |          |
| 1-5-1991  | Тирана | Албанія   | 0 – 2     | Чехія   | Відбір до ЧЄ 1992 | -    | 73'      |
| Усього    |        | Матчів    | 2         |         | Голів             | 0    |          |